# Canachus crocodilus
Canachus crocodilus är en insektsart som beskrevs av Carl Stål 1875. Canachus crocodilus ingår i släktet Canachus och familjen Phasmatidae. Inga underarter finns listade.